# Portigliola
Portigliola község (comune) Calabria régiójában, Reggio Calabria megyében.

## Fekvése
A megye keleti részén fekszik, a Jón-tenger partján. Határai: Antonimina, Locri és Sant’Ilario dello Ionio.

## Története
A települést a 10. században alapították a tengerpartról, a szaracén portyázások elől menekülő lakosok. Korabeli épületeinek nagy része az 1783-as calabriai földrengésben elpusztult. A 19. században nyerte el önállóságát, amikor a Nápolyi Királyságban felszámolták a feudalizmust.

## Népessége
A népesség számának alakulása:

## Főbb látnivalói
- San Rocco-templom
- San Leonardo-templom